# Al Oued
Al Oued (en àrab الواد, al-Wād; en amazic ⵕⵡⵉⴹⴰ) és una comuna rural de la província de Tetuan, a la regió de Tànger-Tetuan-Al Hoceima, al Marroc. Segons el cens de 2014 tenia una població total de 11.288 persones.